# Around the World (Daft Punk)
Around the World är en singel av den franska electrohouseduon Daft Punk, utgiven i mars 1997. Låten förekommer även på duons debutalbum Homework från 1997.
2011 rankade det brittiska musikmagasinet NME singeln som nummer 21 på listan över de 150 bästa låtarna under de senaste 15 åren.
I låten upprepas titeln 144 gånger (albumversionen). Det är de enda tre orden som förekommer i låten.

## Musikvideo
Musikvideon till låten, regisserad av den franske filmskaparen Michel Gondry och koreograferad av den spanska koreografen Blanca Li, inbegriper fem olika grupper av dansare (robotar, skelett, synkroniserade simmare, idrottare och mumier) med fyra dansare i varje grupp som rör sig inom en cirkelformad plattform (med medföljande trappkonstruktion) som ska föreställa en LP-skiva.